# Тепидарий

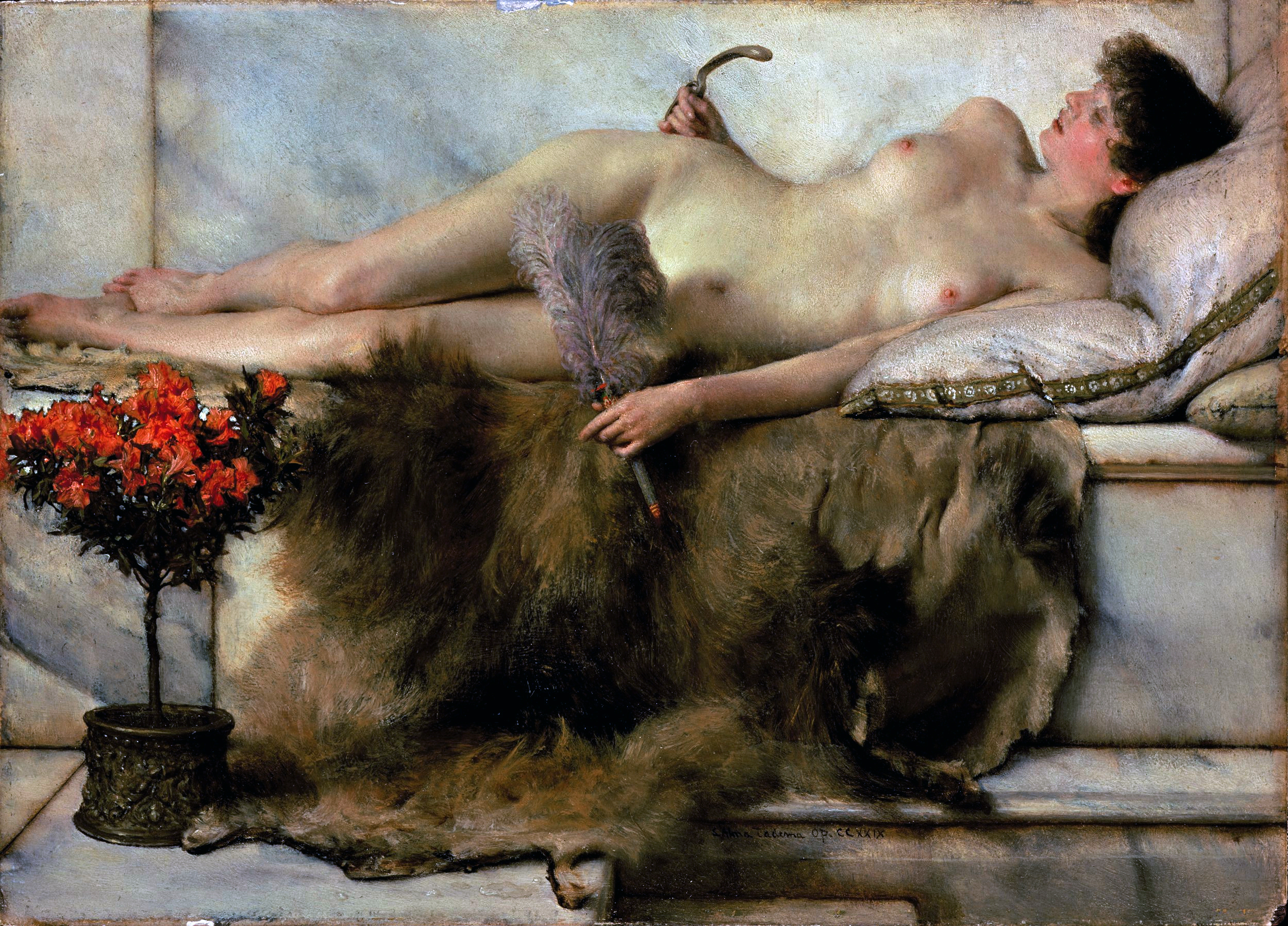
Картина Альма-Тадемы «В тепидарии» (1881). Предмет в правой руке — стригиль.

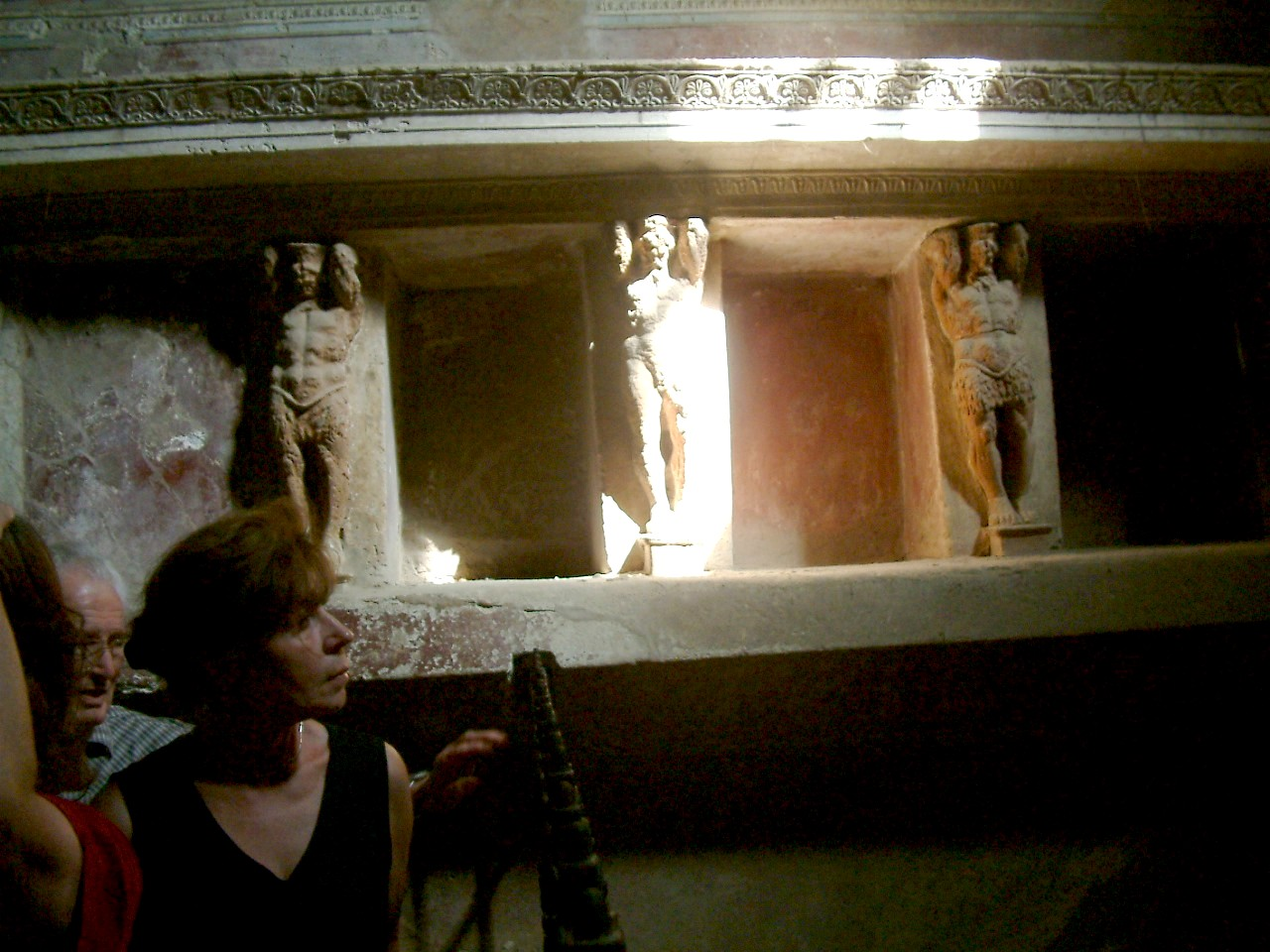
Тепидарий терм в Помпеях

Тепида́рий, тепида́риум (лат. tepidarium — тёплая комната) — тёплая сухая комната в классических римских термах, предназначенная для (предварительного) разогрева тела. Тепидарий нагревался до 40—45°С от гипокауста (горячим воздухом из печи, проходящим по каналам, расположенным в стенах и под полом).
Тепидарий представлял собой большой центральный зал римских терм, вокруг которого были сгруппированы все остальные залы. По-видимому, в этом зале купальщики готовились париться в кальдарии или принимать холодные ванны во фригидарии. Тепидарий был наиболее богато отделан мрамором и мозаикой. Внутрь него падал свет из окон-фонарей (окон верхнего яруса) сбоку, спереди и сзади, и, вероятно, он был залом, в котором располагались самые прекрасные произведения искусства. Так, в термах Каракаллы во время раскопок в 1564 году была найдена скульптура Фарнезский бык; также много других сокровищ были обнаружены во время раскопок в Помпеях и помещены в Ватикан и в Неаполитанский музей.
Интересный пример тепидария был обнаружен на раскопках в Помпеях: его закрывал полукруглый цилиндрический свод, украшенный рельефом на штукатурке, а вокруг помещения расположились ряды квадратных проёмов или ниш, разделённых теламонами (колоннами в форме мужской статуи).